# Impulse.brussels
Pour les articles homonymes, voir ABE.
impulse.brussels, nommée Agence bruxelloise pour l'entreprise (ABE) jusqu'en 2013, est une association sans but lucratif créée en 2003 et fusionnée en 2018 avec Atrium.brussels et Brussels Invest & Export pour former hub.brussels. C'est l’un des points de contact pour tous ceux qui veulent créer ou développer une activité économique dans la Région de Bruxelles-Capitale.

## Création et évolution
L'Agence bruxelloise pour l'entreprise a été créée par le Ministre de l'Économie de la Région de Bruxelles-Capitale le 1er janvier 2003. Dans un souci de rationalisation et de simplification de l'offre de services publics, ce dernier a fusionné les deux principaux services économiques existants (ECOBRU et TECHNOPOL) en une seule institution facilement identifiable. 
L'ABE a été rebaptisée en impulse.brussels par les entrepreneurs bruxellois eux-mêmes, en novembre 2013.
En janvier 2018, impulse.brussels fusionne avec En novembre 2013 avec Atrium.brussels et Brussels Invest & Export pour former la société anonyme publique hub.brussels. 

## Forme juridique et gouvernance
L'Agence bruxelloise pour l'entreprise est une association sans but lucratif. Elle est financée par le Gouvernement de la Région de Bruxelles-Capitale (Ministre de l'Économie) et dès lors associée à un Organisme d'intérêt public (OIP).